# Cap la Marianne
Le cap la Marianne est un cap de l'île de La Réunion, département d'outre-mer français dans le sud-ouest de l'océan Indien. Situé sur le territoire communal de Saint-Paul, le long de la côte ouest, il est proche de la limite sud de la baie de Saint-Paul, qui s'achève au cap la Houssaye voisin. La partie haute de la falaise est peinte d'une figure tricolore représentant Marianne.